# Sarbanissa melanura
Sarbanissa melanura là một loài bướm đêm trong họ Noctuidae.